# Plip

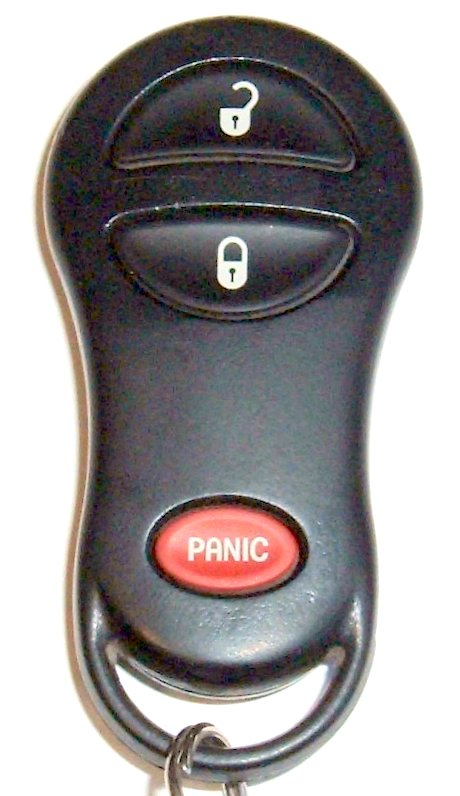
Plip utilisé pour des véhicules de marque Chrysler et Dodge.

Le plip, également dénommé verrouillage à distance des portes de voiture, est un émetteur qui permet de télécommander l'ouverture et la fermeture des portes d'un véhicule tel qu'une voiture ou une camionnette. La forme abrégée plip provient du nom de son inventeur, Paul Lipschutz, qui l'a créé en 1978. Ce système de verrouillage électronique permet d'utiliser un véhicule sans avoir besoin d'une clé traditionnelle mécanique.
Le plip remplit les fonctions d'une clé de voiture standard sans contact physique, il suffit alors, en étant à quelques mètres de la voiture, d'appuyer sur un bouton de la télécommande pour verrouiller ou déverrouiller les portes. D'autres fonctions peuvent également être remplies. Un tel système peut comporter à la fois un système d'entrée sans clé à distance, qui déverrouille les portières, et un système de démarrage sans clé à distance, qui met en marche quant à lui le moteur.
Les premiers systèmes de télédéverrouillage sont apparus sur le marché français en 1982 avec la Renault Fuego, et, en option, sur plusieurs modèles de véhicules du constructeur américain American Motors Corporation en 1983, dont la Renault Alliance. Le plip a été largement rendu disponible à partir de 1989 sur les véhicules de General Motors.
Pour les véhicules dont l'ouverture du coffre fonctionne par voie électronique, il peut être ouvert par la pression d'un bouton sur la télécommande : il s'ouvre à l'aide de ressorts de torsion ou d'entretoises hydrauliques, il doit par contre être abaissé manuellement. Pour les modèles haut de gamme comme les SUV ou les voitures équipées d'un hayon, il peut y avoir une assistance motorisée qui peut à la fois l'ouvrir et le fermer afin d'en faciliter l'accès et la commande à distance.
Alors que les plips sont traditionnellement noirs et sobres, au début des années 2010, quelques sociétés proposent des coques et des housses de protection aux couleurs vives.

## Histoire
Paul Lipschutz, directeur de la société Neiman, rachetée depuis par Valeo, créé le plip en 1978, il s'agit d'une invention française. Les anglophones utilisent le terme de « plipper ».

## Fonctionnement
Les télécommandes contiennent un émetteur radio à courte portée, et doivent être utilisés dans un rayon de cinq à vingt mètres par rapport au véhicule pour fonctionner, la distance variant selon les modèles, les constructeurs, et les marchés. Lorsque le bouton est enfoncé, un signal codé est envoyé par des ondes radio à un récepteur qui est situé à l'intérieur du véhicule, ce qui a pour effet de verrouiller ou de déverrouiller les portières. La plupart des systèmes fonctionnent avec une fréquence de 315 MHz pour l'Amérique du Nord, contre 433,92 MHz pour les véhicules européens, japonais et asiatiques. Les systèmes modernes mettent en œuvre un chiffrement afin d'empêcher les voleurs d'intercepter et de falsifier le signal. Les systèmes antérieurs fonctionnent à l'aide d'infrarouges au lieu de signaux radio pour déverrouiller le véhicule, ces derniers étant utilisés par Mercedes-Benz, BMW et d'autres constructeurs.
Le système signale qu'il a soit verrouillé soit déverrouillé les portières de la voiture par une combinaison assez discrète d'un clignotement des phares ou des clignotants, un son différent de celui du klaxon, ou celui-ci. Typiquement, deux bips indiquent que la voiture a été déverrouillée tandis qu'un seul bip signifie que les portières ont été verrouillées. Par exemple, Toyota, Scion et Lexus utilisent un système de son unique aigu et court pour signifier que la voiture est verrouillée ou déverrouillée, deux bips que la portière du conducteur est déverrouillée, et quatre que toutes les portières le sont. Un bip long est utilisé pour le coffre ou le hayon, et un bip court signifie que la voiture est verrouillée et l'alarme activée.
Les fonctions du système de télédéverrouillage sont placées sur un porte-clé ou directement intégrées dans la clé de contact elle-même. Les boutons sont dédiés au verrouillage et au déverrouillage des portières et du coffre (ou du hayon). Sur certaines camionnettes, les portes coulissantes peuvent être ouvertes ou fermées à distance. Pour certaines voitures, l'ouverture et la fermeture des vitres et du toit sont également commandées à distance. Enfin, certaines télécommandes disposent d'un bouton de panique qui active l'alarme de la voiture. Les moteurs des voitures dotées d'un système de démarrage sans clé à distance peuvent être mis en marche par la simple pression d'un bouton sur la télécommande.

### Rayon d'action
Le rayon d'action des télécommandes varie fortement selon les fabricants, et même selon les marchés. Ford utilise un rayon de vingt mètres pour ses marchés européen et nord-américain, contre cinq mètres pour le Japon et d'autres marchés où les restrictions de puissance transmise sont beaucoup plus fortes. Le rayon est soit mesuré à partir de la carrosserie, soit à partir d'un point central. La plage autour du véhicule ne forme pas un cercle parfait à cause des éléments de carrosserie, ce qui a pour effet de réduire le champ de fonctionnement.

### Programmation
Les télécommandes émettent une fréquence radio avec un code d'identification numérique distinct. Dans la mesure où la programmation de la carte à puce est un procédé technique exclusif, il est généralement effectué par le constructeur automobile. Le procédé consiste à placer l'ordinateur de la voiture en mode « programmation ». Il est parfois nécessaire de laisser les portes ouvertes, ou de retirer les fusibles. Cette procédure varie selon les marques, les modèles des véhicules, et leur année de production. Une fois en mode « programmation », un ou plusieurs boutons sont tenus enfoncés pour envoyer le code d'identité numérique à l'ordinateur de bord de la voiture. Ce dernier enregistre alors le code et le process est terminé.
Certains jetons d'authentification étant devenus plus prévalents dans l'industrie automobile, un marché secondaire a vu le jour, permettant ainsi d'adapter des kits d'accessoires à télécommander.
Les premières télécommandes pouvaient être programmées individuellement par les utilisateurs, en appuyant sur le bouton de celles-ci. Mais les nouvelles télécommandes nécessitent que le concessionnaire programme la serrurerie via l'utilisation d'un ordinateur. De manière générale, les systèmes infrarouges sont de conception plus simple que les systèmes par fréquence radio, qui nécessitent souvent que la programmation soit assurée par le revendeur.